# Searching
Searching é um filme de suspense americano de 2018, dirigido por Aneesh Chaganty. O filme é filmado a partir do ponto de vista de smartphones e telas de computador. O filme é sobre um pai tentando encontrar sua filha desaparecida de 16 anos, e estrelando John Cho e Debra Messing. É o primeiro suspense mainstream encabeçado por um ator asiático-americano em Hollywood.
O filme estreou no Sundance Film Festival em 21 de janeiro de 2018 e foi lançado em 24 de agosto de 2018, pela Screen Gems.

## Elenco
- John Cho como David Kim, marido de Pamela Nam e pai de Margot
- Debra Messing como Detetive Rosemary Vick
- Michelle La como Margot Kim, filha de David e Pamela Nam
  - Kya Dawn Lau com 9 anos Margot Kim
  - Megan Liu com 7 anos Margot Kim
  - Alex Jayne Go como 5 anos Margot Kim
- Sara Sohn como Pamela Nam Kim, esposa de David e mãe de Margot
- Joseph Lee como Peter
- Ric Sarabia como Randy Cartoff
- Sean O'Bryan como Radio Jockey

## Lançamento
O filme teve sua estréia mundial no Sundance Film Festival em 21 de janeiro de 2018. Pouco tempo depois, a Sony Pictures Worldwide Acquisitions adquiriu os direitos de distribuição do filme. Estava programado para ser lançado em 3 de agosto de 2018, mas foi adiado para 24 de agosto de 2018.

## Localização
No cinema, o filme legendado e dublado, contou com um extenso trabalho de localização (informática)  , onde foi traduzido todos os menus, telas e botões que aparecem no filme, deixando apenas legendas para as falas em inglês no caso da versão legendada e nenhuma legenda na versão dublada. 

## Recepção
No agregador de revisões Rotten Tomatoes, o filme tem uma classificação de aprovação de 93% com base em 203 avaliações, com uma classificação média de 7,5/10. O consenso crítico do site diz: "A premissa oportuna e a execução original são reforçadas por personagens bem-arredondados trazidos à vida por um elenco talentoso". No Metacritic, o filme tem uma pontuação média ponderada de 71 em 100, com base em 34 críticos, indicando "revisões geralmente favoráveis".